# Detektor ionizujícího záření
Detektor ionizujícího záření je takové zařízení, které je schopno detekovat (měřit) ionizující záření. Měření okem neviditelné ionizující záření probíhá pomocí příslušných fyzikálních metod a vhodné přístrojové techniky. Detektory umožňují zkoumat vlastnosti tohoto záření a využívat jej v řadě vědecko-technických, průmyslových a medicínských aplikací. Dektory ionizujícího záření nám poskytují kvantitativní informace o intenzitě, energii, prostorové distribuci a příp. dalších vlastnostech záření.

## Rozdělení detektorů ionizujícího záření
Detektory ionizujícího záření se rozdělují podle principu detekce na fotografické, elektronické a materiálové detektory. Podle časového průběhu detekce na detektorů kontinuální a kumulativní (integrální) detektory. Podle komplexnosti měřené informace na detektory záření, udávající pouze intenzitu záření, resp. počet kvant záření, bez informace o druhu záření a jeho energii. Mezi tyto nejjednodušší detektory patří filmové a termoluminiscenční dozimetry, ionizační komory a Geigerův-Müllerův počítač. A na spektrometry ionizujícího záření, které měří nejen intenzitu či počet kvant záření, ale i energii kvant záření a jeho další charakteristiky. Ve spektrometrickém režimu mohou pracovat především scintilační detektory, polovodičové detektory a magnetické spektrometry.

## Zobrazovací detektory
Zobrazovací detektory jsou kamery, které zobrazují (vizuálně nebo elektronicky) prostorové rozložení intenzity záření. Nejjednodušším zobrazovacím detektorem je fotografický film.

## Dráhové detektory částic
Dráhové detektory částic měří dráhy pohybu jednotlivých částic v prostoru, včetně jejich zakřivení v magnetickém poli. Dosahuje se toho buď na základě materiálových efektů - fotochemických reakcí, kondenzace kapiček z páry nebo vznik bublinek v přehřáté kapalině, nebo elektronicky složitými systémy velkého množství prostorově rozmístěných detektorů, polovodičových nebo ionizačních komor.

## Dozimetry
Dozimetry jsou zařízení k měření dávek ionizujícího záření. Tento typ detektoru je používán v lékařství a vojenství k měření hodnoty ozáření. Dozimetr funguje na principu změn látky v něm obsažené.

### Prstový dozimetr
Prstový dozimetr je založen na principu termoluminiscence, vyplývající z jevu, že některé anorganické krystaly mohou akumulovat energii ionizujícího záření tím, že záření v nich vybudí elektrony do vyššího energetického stavu. Po zahřátí krystalu emitují jeho atomy (návratem elektronů do základního stavu) akumulovanou energii ve formě viditelného světla. Světelné záblesky se převádějí na paměťové impulzy a měří. Prstový dozimetr ve formě prstýnku nosí lidé manipulující ručně s radioaktivními zářiči; lze tak zjistit dávku, kterou obdržely pracovníkovy ruce.

## Scintilační detektory
Scintilační detektor je zařízení pro detekci ionizujícího záření založené na principu excitace elektronu do vyššího energetického stavu zářením, přičemž návrat elektronu do základního stavu se projeví jako světelný záblesk.

## Geigerův-Müllerův počítač
Geigerův-Müllerův počítač také Geigerův-Müllerův čítač či Geigerův-Müllerův detektor je detektor ionizačního záření (především gama, ale i beta a alfa). Měřící část počítače je tvořena trubicí a vláknem obklopeným plynem. Vodiče jsou pod vysokým napětím 100 – 1000 V. Částice prolétávající plynem naráží do jeho atomů a vytváří z nich ionty a elektrony. Elektrony dopadající na anodu jsou poté registrovány jako impulzy.

## Materiálové detektory
Materiálové detektory mají poměrně malé využití v jaderné a radiační fyzice a technice.

### 3-dimenzionální gelové dozimetry
3D gelové dozimetry jsou založeny na lokálních materiálových změnách úměrných absorbované dávce. Jde buď o změny optických vlastností vyhodnocované prozářením laserovými paprsky a následnou detekcí CCD detektory. Optickou CT rekonstrikcí dostaneme obraz opacity, ze kterého určíme lokální radiační dávky. Nebo změny chemických vlastností, způsobující změny magnetických vlastností. Projevují se změnou relaxačních časů při nukleární magnetické rezonanci, její pomocí se poté vyhodnocují lokální radiační dávky.

### 3D gelové detektory
3D gelové detektory se uplatňují ve verifikačních systémech v radioterapii, pro pokročilé radioterapeutické techniky, stereotaktickou radioterapii, brachyterapii, hadronovou radioterapii, i pro nestandardní ozařovací techniky (bórova neutronová záchytová terapie, ozařování očních nádorů technikou stereotaktické radiochirurgie nebo stanovení dávky při ozařování experimentálních zvířat. Při těchto metodách se pracuje se složitě tvarovanými prostorovými distribucemi dávky, sloužícími k doručení dávky do nádoru a zároveň minimálnímu poškození zdravé tkáně.
Objem, ve kterém chceme stanovit prostorovou distribuci dávky záření, naplníme gelem složeným z želatinového nosiče, ve kterém je rozptýlená látka citlivá na záření. Ozářením uvolníme v gelu radikály, indukující fyzikálně-chemické změny citlivé látky úměrné absorbované dávce záření.
Látky citlivé na záření s rozdílným mechanizmem radiačního účinku jsou:
- Sulfáty železa- volné radikály způsobují oxidaci Fe+2 na Fe+3, což zvyšuje absorpci světla (hlavně kolem vlnové délky 300 nm. Nevýhodou je difuze Fe+3 a následné rozmazání informace o prostorové distribuci dávky. K omezení tohoto efektu se přidává xylenol, který zároveň zvyšuje optickou odezvu absorpcí λ=585 nm.
- Metakrylová kyselina - volné radikály v místě ozáření indukují polymeraci v proporci absorbované dávky, což vyvolává změny optických vlastností. Transparentní gel se zakalí, tudíž je opacita úměrná absorbované dávce. Výhodou polymerních gelových dozimetrů je stabilita záznamu o prostorové distribuci dávky, způsobená fixací polymeračních řetězců v místě vzniku.